# Remedios (Cuba)
San Juan de los Remedios est une ville et une municipalité de Cuba dans la province de Villa Clara. C'est la plus ancienne colonie espagnole de l'ancienne province de Las Villas. Elle a été incorporée en ville par Isabelle II d'Espagne, lorsque l'île était encore une colonie. Remedios est connue comme le berceau des parrandas, probablement le plus grand et le plus ancien festival traditionnel des Caraïbes, inscrit au patrimoine mondial immatériel en 2018. Ses patrons sont Jean-Baptiste et la Vierge du Buenviaje.

## Géographie

### Situation
La municipalité de Remedios est située vers le centre de l'île de Cuba, dans l'est de la province de Villa Clara, 
à 310 km sud-est de La Havane 
et 37 km est-nord-est de sa capitale de province Santa Clara.

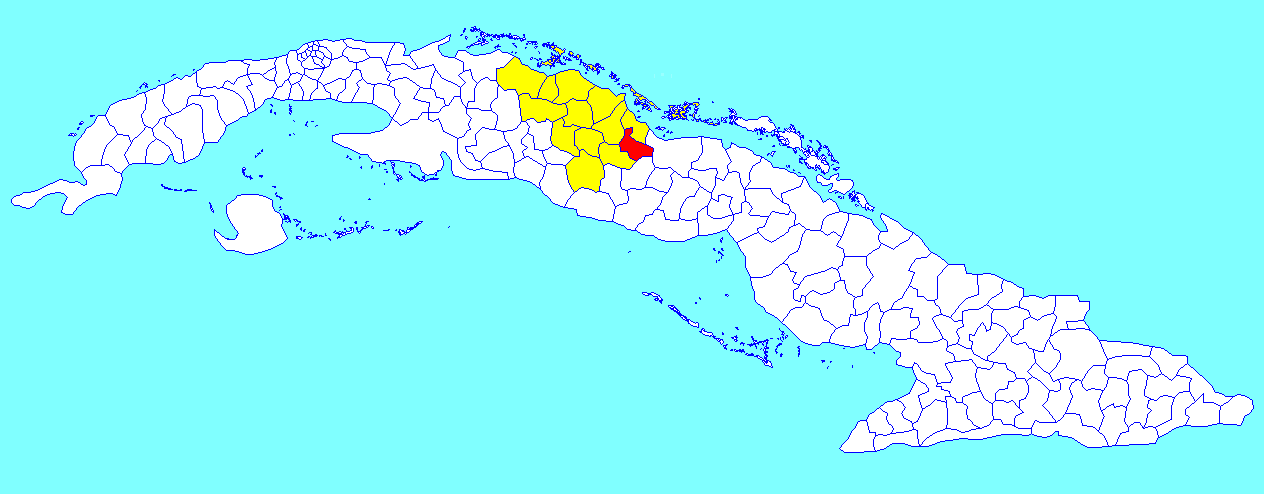
Municipalité de Remedios dans la province de Villa Clara

### Divisions administratives
La municipalité compte 11 consejos populares :
- Remedios
- Remedios II
- Bartolomé
- Viñas
- Zulueta
- Heriberto
- Carrillo
- Remate de Ariosa
- Chiquitico Fabregat
- Buenavista
- Tahon - Francisco Pérez

## Population
En 2022, la population était estimée à 42 134 habitants ; pour une surface de 590 km2, la densité de population est de 71,42 habitants/km².

## Histoire
Elle est reconnue comme la huitième plus ancienne ville européenne de Cuba, mais sa date réelle de fondation a été obscurcie au fil du temps. Les historiens placent la date de fondation entre 1513 et 1524 par le noble espagnol Vasco Porcallo de Figueroa. Selon certaines sources, il aurait fondé la colonie le 13 avril 1514 et que cette colonie n'avait été précédée que de Baracoa (1511) et Bayamo (1512). Certains pensent qu'elle a été fondée avant Trinidad (1514). Selon la légende, Vasco, afin d'éviter les paiements d'impôts à la Couronne, a gardé le village caché du roi d'Espagne aussi longtemps qu'il le pouvait. Mais la colonie s'est développée et a dû être reconnue. Par l'intermédiaire de sa femme, la fille du Cacique de Sabaneque, Vasco a reçu une énorme concession foncière en tant que fief personnel de gouverneur Diego Velazquez, comme le stipule la loi espagnole. Il n'y avait pas d'entité municipale pour gouverner la ville. À la mort de Vasco à Puerto Principe en 1550, la ville obtient finalement sa charte.
Il s'appelait à l'origine Santa Cruz de la Sabana. Les autres noms étaient Santa Cruz de Vasco Porcallo, Santa Cruz de la Sabana del Cayo et enfin, en 1578, San Juan de los Remedios de la Sabana del Cayo. Aux XVIe, XVIIe et XVIIIe siècles, les concessions de terres accordées par la Couronne aux colons ont permis un peuplement stable de la population. La croissance économique reposait sur l'agriculture et l'élevage, ce qui est finalement devenu l'un des principaux fournisseurs de viande bovine des colonies espagnoles de Floride.
En 1678, la séparation entre Remedios et Sancti Spíritus fut tranchée. Parallèlement à l'élevage, l'industrie de la canne à sucre s'est développée, dépendante du travail forcé. À la fin du 17e siècle et au début du 18e siècle, la culture du tabac, du café et du cacao en tant que produits de base se confirma.
En 1682 (ou 1672?), une dispute éclata entre les colons, dirigée par le père Gonzalez de la Cruz, qui affirmait que les forces sataniques s'étaient emparées des lieux. La Couronne espagnole a envoyé un décret royal du 29 janvier 1684 transférant la colonie à un autre endroit afin d'éviter les démons. Dix-huit familles ont quitté la ville et, le 15 juillet 1689, ont fondé le village de Santa Clara. Aujourd'hui, c'est une ville importante au centre de Cuba et la capitale de la province de Villa Clara.
La longue histoire de Remedios est particulièrement évidente dans le centre-ville (déclaré monument historique national en 1980). Là, l'architecture espagnole du 17e siècle est encore être intacte.

## Personnalités nées à San Juan de los Remedios
- Dayán Viciedo, joueur de baseball

## Jumelages
- Ann Arbor (États-Unis)
- Normal (Illinois) (États-Unis)